# Phumosia meropia
Phumosia meropia este o specie de muște din genul Phumosia, familia Calliphoridae. A fost descrisă pentru prima dată de Seguy în anul 1938.
Este endemică în Kenya. Conform Catalogue of Life specia Phumosia meropia nu are subspecii cunoscute.